# Тодор Желязков
Тодор Желязков (Жилязков), наречен Акбунарлията или Четника, е български революционер, деец на Вътрешната македоно-одринска революционна организация.

## Биография
Роден е в одринското село Акбунар, тогава в Османската империя. Присъединява се към ВМОРО. Участва в Илинденско-Преображенското въстание от лятото на 1903 година с четата на Георги Кондолов. При раздялата на четата заедно с Димитър Самоковлията оглавява чета от 40 – 50 четници, която в началото на август обкръжава и изгаря турското село Сазара, като губи двама души. Оттеглят се към Едига и след три дена влизат в сражение с редовна войска. След пристигане на подкрепления се оттеглят към България и минават границата при Алан Кайряк.
На 30 април 1905 година навлиза в Македония през Кюстендилския пункт с четата на Кръстьо Българията.